# Château d'Aragon
Le château d'Aragon est un château situé à Aragon, en France.

## Localisation
Le château est situé sur la commune d'Aragon, dans le département français de l'Aude.

## Historique
L'édifice est inscrit au titre des monuments historiques en 1948.